# Талай (мифология)
Талай (Талая, tly) — в угаритской мифологии дочь Балу и Анату, одновременно жена Балу, «росная», то есть подательница воды.
Полное имя — «Талая бат Раб» — «Роса дочь Дождя».
Олицетворяла божественный свет.